# جوديث هووبر
جوديث هووبر (بالإنجليزية: Judith Hooper)‏ هي صحفية أمريكية، ولدت في 15 أبريل 1949 في سان فرانسيسكو في الولايات المتحدة.